# M3格鬥刀
M3格鬥刀（英語：M3 fighting knife，又稱：M3戰壕刀）是一款由美國於1943年3月首度發配的美國軍用格鬥軍刀。

## 設計
M3戰壕刀從設計上採用了最低限度的戰略金屬和機器加工，用以快速生產。
M3採用了相對地較狹窄的6.75英寸刺刀式矛尖型刀身，並具有鋒利的3.5英寸副刀鋒。
M3的刀身由碳鋼所製成，並具有經烤藍或磷化的表面處理。
M3的開槽處理的皮革手柄的生產，在後期以皮革墊圈通過層疊形成，簡化生產；皮革墊圈是以車床以上的形狀進行成型，然後進行拋光與上漆。
M3的鋼製橫式刀格的一端形成彎曲的角度，以便於拇指緊靠。

### 刀鞘
M3最初配套的是鉚接皮革製造的M6刀鞘，鞘端具有護罩，用以防止該刀尖刺穿護套並且傷害佩戴者。
M3在刀鞘末端的牛皮製皮帶，可讓使用者將收進刀鞘的刀子綁在腿以上。美國傘兵經常將M3和護套綁在靴子以上佩帶著，以便在切割降落傘線或近距離防禦等緊急情況以下使用。
M6撤裝以後，被M8刀鞘所取代。
M8與其後的M8A1刀鞘都具有橄欖褐色玻璃钢製鞘身與鋼喉。
早期版本的M8刀鞘只有一個皮帶環並且移除了早期的刺刀刀鞘用於連接負載設備，比如M1910背袋的雙鉤。在第二次世界大战後期當中生產的改進型M8A1刀鞘，具有對應M1910的彎曲線鉤，在鞘喉凸緣部的扁鋼製部件以上，標有“US M8”或“US M8A1”以及生產商的首字母。
後來，一部份M8刀鞘作出了追加對應M1910的鉤子的修改。
其後，M8A1刀鞘在腹板吊架上製有經過改進的延伸護翼，為M5刺刀提供更多間隙，繼而加寬了其刺刀握柄的摩擦面。這款刀鞘亦對應於戰後的所有美國刺刀，包括M4、M5、M6和M7。

## 歷史
M3戰壕刀的研發是要替代第一次世界大战時期美國Mark I戰壕刀，主要是為了節省戰略金屬資源。
1942年12月，小型規模戰爭工業公司（Smaller War Plants Corporation，簡稱：SWPC）董事会的民間董事長對於將成為M3的原型進行評估，用以與另一款競爭設計，美国海军陆战队的卡巴式戰鬥工具刀作較量。
然而，雖然這兩款可以選用的刀具都獲得了指定的優先級鋼材供應，但M3的生產成本比卡巴刀較低，說服了小型規模戰爭工業公司的董事會批准對M3的原型進行大量生產。
儘管當時M3曾經得陸軍批准與美國海軍陸戰隊的卡巴刀競標，但M3與海軍陸戰隊的巴刀不同在於，它並非兼顧著近身作戰（格鬥軍刀）與一般用途（實用刀）而設計的兩用武器。正如1943年美國標準軍械目錄當中明確解釋：
M3戰壕刀的開發旨在滿足現代戰爭中對近身肉搏的需求。雖然指定發配給並無配備刺刀的士兵，它亦特別適用於降落伞部隊與遊騎兵等類別的突襲部隊。

### 配發
M3最初被指定發配給並無配備刺刀的士兵們使用。然而，其設計定位用於特別需要近戰刀的部隊，例如空降部隊和陸軍遊騎兵，因此這些部隊在M3生產開始時，獲得了發配的優先權。
1943年3月，M3首度發配給美國陸軍士兵，第一批刀具投入空降部隊（例如第101空降师）和美國陸軍遊騎兵等精英部隊當中。
1944年，M3被用以取代在美軍當中服役的費爾貝恩-賽克斯戰鬥刀及／或OSS匕首。
隨著越來越多的M3刀在1943年和1944年生產出來，該刀亦被發配給其他士兵，比如陸軍航空兵機組人員，以及並無配備刺刀的士兵，包括發配了M1卡宾枪或沖鋒槍的士兵。

### 換裝
在美國陸軍開始研發配用於M1卡宾枪以上的專屬刺刀以後，他倆意識到已經採用了M3的刀身設計和皮革包裹式握柄的新型卡賓槍刺刀，也可用以取代服役中的M3在用作戰鬥刀以上的次要用途。
隨著1944年8月，M1卡賓槍被修改以配用新型的匕首型刺刀以後，M3本身已停止使用（儘管還有士兵於朝鲜战争當中使用它）。M3的刀身和刀柄設計，被導入於其後的M4刺刀以上。
1944年6月，當時被命名為美國M4刺刀（英語：M4 Bayonet）的卡賓槍刺刀獲加入到公司組織表中，而M3則被宣佈為限量標準的軍械項目，其供應將持續發配直到發盡為止。儘管如此，直到1944年8月以前，才開始M3的最後一輪生產程序，到了那時已經生產了2,590,247柄M3戰壕刀。
在1944年8月停止生產以後，M3戰壕刀成為了各款美國戰鬥刀當中生產和服役記錄最短的戰鬥刀之一。然而，M3的刀身設計卻以轉化為美國M4、M5、M6以至其末裔M7刺刀刀身的形式繼續在美國服役，即使M9與OKC-3S出現的現在尚未使其完全消聲匿跡。

## 評價
儘管它在軍械描述當中說明是針對近身肉搏戰鬥而設計的軍刀，但作為一柄發配到戰鬥單位的近身戰格鬥刀，M3並無得到普遍讚譽。
雖然刀本身通常製作精良且平衡（一些傘兵和遊騎兵掌握了將M3用作擲刀的技巧），可旨在節省優先級鋼材的要求，而設計得狹長的匕首狀鋼製刀身，最好用作突穿或刺穿武器，但當用於砍擊時表現較為差劣。
隨著士兵們開始以他們的戰壕刀用於普通的實用工作，例如打開彈藥包裝箱和口糧罐頭（並非在M3的設計以上的用途），服役中的M3的刀身損毀報告開始有所增加，一些士兵還發現M3的切邊難以在前線維護。
如所發佈的公告那樣，刀身的第二或假刀鋒被有意地削尖，並且僅在刀身長度的一部分傾斜，在刀身頂部留下尚未削尖的脊柱，以盡力使得相對狹窄的刀身變硬。當用以反手斬擊時，限制了M3的實用性。

## 使用國
- 美国

## 資料來源
1. 1 2  Blending Metals to Arm Our Fighting Men, Popular Science, Vol. 142 No. 6 (June 1943), p. 104
2. 1 2  Somers, R.H. (Brig. Gen., U.S. Army, ret.) (ed.), Ordnance, American Ordnance Association, Volume 24, No. 138 (May–June 1943), pp. 553-554
3. 1 2 3 4 5 6 7 8 9 10  Cassidy, William L. (1997), The Complete Book of Knife Fighting, ISBN 0-87364-029-2, ISBN 978-0-87364-029-9 (1997), pp. 47-48
4. 1 2  KNIFE - U.S. KNIFE MODEL 1918 MKI TRENCH （页面存档备份，存于） Springfield Armory Museum - Collection Record
5. 1 2  Canfield, Bruce N., U.S. INFANTRY WEAPONS OF WORLD WAR II, Lincoln, RI: Andrew Mowbray Publishers, ISBN 0-917218-67-1, ISBN 978-0-917218-67-5 (1994)
6. 1 2 3 4 5 6 7 8 9  Whitman, L., New Army Trench Knife, Army & Navy Journal, Vol. 80, 6 February 1943, p. 649
7. 1 2 3 4 5 6 7 8 9 10 11  Trzaska, Frank, (1996), U.S. Fighting Knives of World War II, Chapter VII: M3 Trench Knife （页面存档备份，存于）, OKCA (May 1996)
8. ↑  Graf, John F., Warman's World War II Collectibles: Identification and Price Guide, Krause Publications, ISBN 978-0-89689-546-1 (2007), p. 217
9. ↑  The History of the M4 Bayonet/Fighting Knife （页面存档备份，存于）, MilitaryItems.com, retrieved 3 July 2011
10. ↑  Foster, Lawrence G., Robert Wood Johnson: the gentleman rebel, (1st ed.), Lillian Press, ISBN 0-9662882-0-3, ISBN 978-0-9662882-0-9 (1999), p. 256, 263-264：小型規模戰爭工業公司由工業大亨羅伯特·伍德·約翰遜二世擔任主持，他獲委員會任命為準將。約翰遜以駁回服務分支機構的生產項目請求為由，以有限工具的小型企業可以更快或更經濟地生產設計，為私營企業騰出材料以開始轉變為和平時期的商品生產而聞名。（原文：The SWPC was chaired by industrial tycoon Robert Wood Johnson II, who was given a commission as a brigadier general. Johnson was known for overruling production item requests by the service branches in favor of designs that could be produced more quickly or more economically by small businesses with limited tooling, freeing up material for private industry to begin a reconversion to peacetime goods production.）
11. 1 2 3  Catalog of Standard Ordnance Items, Washington, D.C: U.S. Army Ordnance Publications (1943)
12. 1 2  .   [2018-11-22]. （原始内容存档于2020-10-01）.
13. ↑  Chambers, John W., OSS Training in the National Parks and Service Abroad in World War II, Washington, D.C., U.S. National Park Service (2008), p. 191
14. ↑  Brunner, John W., OSS Weapons (2nd ed.), Williamstown, N.J.: Phillips Publications (2005), pp. 68-72